# Pacyna (Kozłów)
Pacyna – część wsi Kozłów (do 31 grudnia 2002 osada) w Polsce, położona w województwie mazowieckim, w powiecie radomskim, w gminie Jastrzębia.